# Teilnehmerschaltung

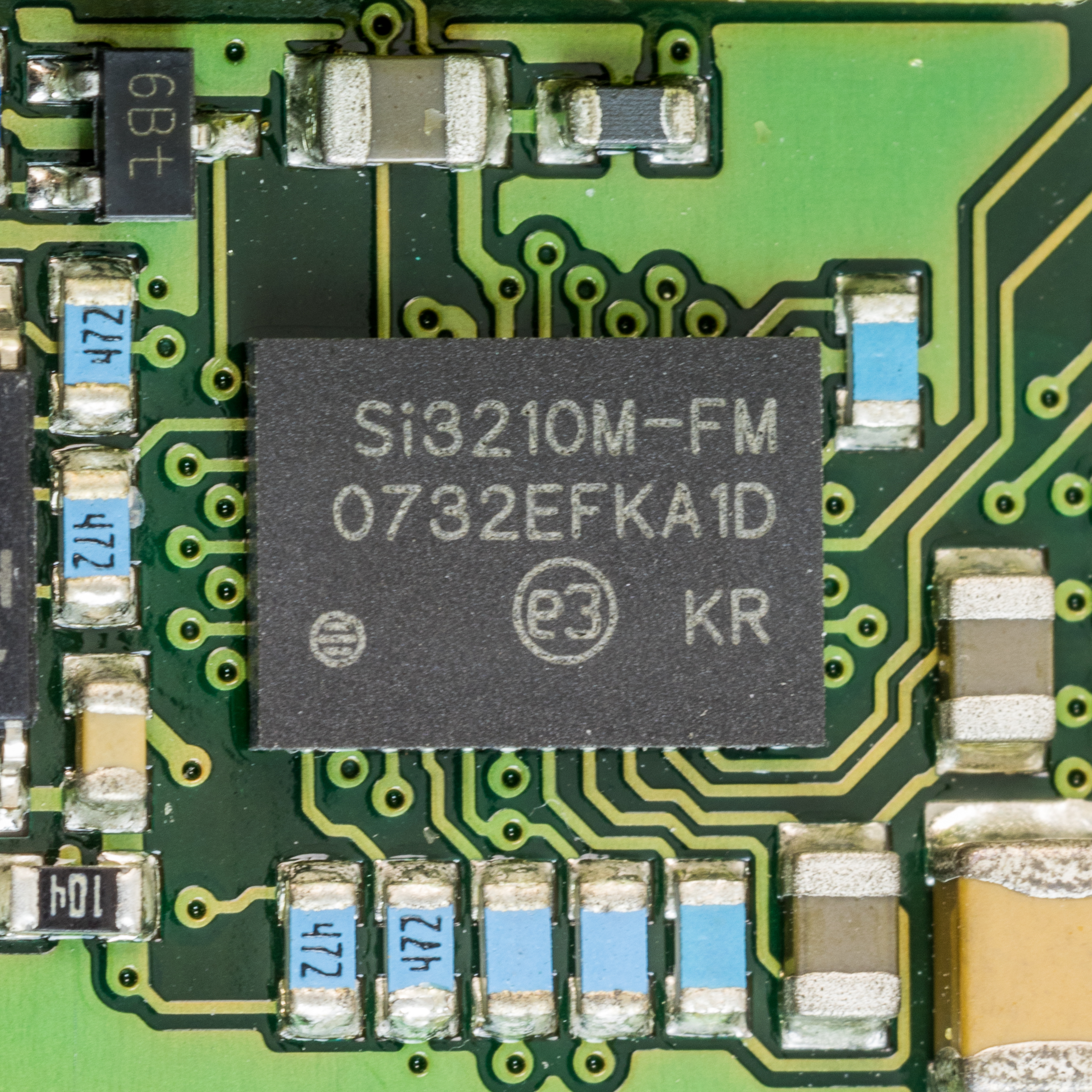
Silicon Laboratories Si3210M-FM: Programmierbarer CMOS SLIC/Codec mit Klingel-/Batteriespannungserzeugung (führt alle BORSCHT-Funktionen aus)

Die Teilnehmerschaltung einer analogen oder digitalen Vermittlungsstelle oder Telefonanlage stellt beim Anschluss von analogen Telefonen das Verbindungsglied zwischen dem Endgerät, in der Regel dem Telefon, und der eigentlichen Vermittlungseinrichtung dar.
Die Hauptfunktionen der Teilnehmerschaltung können durch die Merkformel BORSCHT dargestellt werden:
Battery feed
Gleichstromspeisung des Endgeräts
Overvoltage protection
Überspannungsschutz
Ringing
Rufen des gewünschten Endgeräts
Signalling
Schleifenüberwachung, Aufnehmen der Signalisierung
Coding
A/D- und D/A-Wandlung (Codierung) der Sprachsignale, meist mittels PCM (nur in der digitalen Vermittlungstechnik)
Hybrid
Zweidraht-Vierdrahtumsetzung (Gabelschaltung) und Abschluss der Teilnehmeranschlussleitung
Testing
Anschaltemöglichkeit zum Prüfen von Teilnehmeranschlussleitung und Endgerät